# Кукос
Кукос (грч. Κούκος) је насељено место у општини Катерини у периферији Средишња Македонија, Грчка. Према попису из 2021. године било је 166 становника.
Насеље је подигнуто после 1923. године насељавањем караманлијских породица, којих је на попису из 1928. године било 248. Наредних година насељене су и друге избегличке породице, тако је 1940. године Кукос имао 1.073 становника.